# Силлари, Энн-Арно Аугустович
Энн-Арно Аугу́стович Силлари (эст. Enn-Arno Sillari; род. 4 марта 1944, Таллин, Эстонская ССР, СССР) — эстонский политик, первый секретарь ЦК Коммунистической партии Эстонии (самостоятельной) с 1990 по 1992 год, Председатель Верховного Совета Эстонской ССР с 1989 по 1990 год. Член ЦК КПСС (1990—1991), член Политбюро ЦК КПСС (1990—1991).

## Биография
Энн-Арно Силлари родился в семье служащего. По национальности — эстонец. В 1967 году окончил Каунасский политехнический институт, после чего работал помощником мастера на фабрике «Кейла» в Таллине. Продолжил карьеру на фабрике, последовательно занимая должности старшего мастера, начальника прядильного производства, заместителя главного инженера фабрики.
В 1972 году Силлари вступил в ряды КПСС и начал свою партийную карьеру в Компартии Эстонской ССР. За почти 20 лет членства в данной партии ему удалось пройти путь от заведующего отделом райкома партии до первого секретаря ЦК. Таким образом, с 1972 по 1990 год Силлари сменил ряд должностей на разных уровнях:
- с 1972 по 1976 год — заведующий отделом Ленинского райкома партии города Таллина;
- с 1976 по 1981 год — инструктор, заведующий сектором, инспектор, заместитель, первый заместитель заведующего отделом ЦК Компартии Эстонии;
- с 1981 по 1984 год — инспектор Отдела организационно-партийной работы ЦК КПСС;
- с 1984 по 1986 год — первый секретарь Тартуского горкома партии;
- с 1986 по 1989 год — первый секретарь Таллинского горкома партии;
- с 1989 по 1990 год — секретарь ЦК Компартии Эстонии[2];
- с марта 1990 года — первый секретарь ЦК Компартии Эстонии.

Одновременно с партийной деятельностью Силлари осуществлял и парламентскую работу — в 1985 году он был избран депутатом Верховного Совета Эстонской ССР 11 созыва и с 1989 по 1990 год был его председателем.
В марте 1990 года Коммунистическая партия Эстонии пережила раскол. Большинство компартии во главе с Вайно Вялясом, выступавшее за суверенитет Эстонии, заявляет о выходе КПЭ из состава КПСС. Поддержавший раскол Энн-Арно Силлари становится первым секретарём новообразованной партии, получившей название «Коммунистическая партия (самостоятельная) Эстонии». В этом качестве он руководит работой 21-го (26 января 1991 года) и 22-го (28 ноября 1992 года) съездов партии.
По итогам XXVIII съезда КПСС был избран членом ЦК КПСС (1990-1991). Как руководитель компартии союзной республики с 1990 по 1991 год также входил в состав Политбюро ЦК КПСС. После событий 19—21 августа 1991 года и последовавшему за ними запрету КПСС Силлари автоматически лишился всех постов в КПСС.
После признания независимости Эстонии продолжал возглавлять Компартию Эстонии, впоследствии переименованную в Демократическую партию труда Эстонии. После её поражения на выборах в эстонский парламент в 1992 году Силлари покинул пост первого секретаря ЦК, что было закреплено решением 22-го съезда КП(с)Э.
Избирался депутатом Таллинского горсовета, ныне занимается бизнесом.